# دول مدينة بيو
دول مدينة بيو ((بالبورمية: ပျူ မြို့ပြ နိုင်ငံများ)‏) هي مجموعة من دول المدينة التي كانت موجودة منذ القرن الثاني قبل الميلاد وحتى منتصف القرن الحادي عشر قبل الميلاد وتوجد في الوقت الحاضر في بورما العليا (ميانمار). تأسست دول المدينة كجزء من الهجرة تجاه الجنوب على يد المتحدثين بلغة التبت البورمية التي يتحدث بها شعب بيو، وهم المستوطنون الأوائل في بورما الذين توجد سجلات توجد على وجودهم. عادة ما يشار إلى فترة الألف عام باسم ألفية بيو، المرتبطة بـ العصر البرونزي حتى بداية فترة الدول الكلاسيكية عندما نشأت مملكة باغان في أواخر القرن التاسع.
وتقع جميع دول المدينة - المدن الكبرى الخمس المحاطة بسور والعديد من البلدان الصغيرة التي اكتشفت - في الأقاليم الثلاثة الرئيسية المزودة بالمياه في بورما العليا، وهي: إقليم وادي مو وإقليم سهول كياوكاسي وإقليم مينبو حول ملتقى نهري إيراوادي وتشيندوين. وهو جزء من الطريق التجاري البري بين الصين والهند، ومن ثم توسعت مملكة بيو تدريجيًا جهة الجنوب. بينما تأسست هالين، في القرن الأول قبل الميلاد عند الطرف الشمالي من بورما العليا، حيث كانت من أكبر وأهم المدن حتى حوالي القرن السابع أو الثامن عندما حلت محلها سري كسترا (القريبة من مدينة بياي الحديثة) في الطرف الجنوبي. ومع ذلك تعد مدينة سري كسترا مركز بيو ومساحتها ضعف مساحة مدينة هالين وأكثر نفوذًا.
تأثرت ثقافة بيو كثيرًا بسبب التجارة مع الهند، حيث استوردت مفاهيم البوذية فضلاً عن غيرها من المفاهيم الثقافية والمعمارية والسياسية، التي قد يكون لها تأثير راسخ على الثقافة البورمية والتنظيم السياسي. وكان تقويم بيو يعتمد على التقويم البوذي، الذي أصبح فيما بعد التقويم البورمي. ومع ذلك اقترحت الدراسات الحديثة، على الرغم من أنها غير مؤكدة، أن نصوص بيو، التي تعتمد على النصوص البراهمية الهندية، قد تكون مصدر النصوص البورمية.
وقد انهارت حضارة الألفية القديمة في القرن التاسع عندما أُبيدت دول المدينة عن طريق الغزوات المتكررة من مملكة نانزهاو (Nanzhao). وأسست مرانما (البورمانيون)، التي انحدرت من النانزهاو، مدينة ذات حامية عسكرية في باغان (باغان) عند ملتقى نهري إيراوادي وشندوين. وظلت مستوطنات بيو في بورما العليا لمدة القرون الثلاثة التالية ولكن استوعبت بيو تدريجيًا خلال توسع إمبراطورية باغان. وظلت لغة بيو موجودة حتى أواخر القرن الثاني عشر. وبحلول القرن الثالث عشر انتحلت بيو العرقية البورمية. واتحدت تواريخ/أساطير بيو أيضًا مع التواريخ/الأساطير البورمية.

## معرض صور

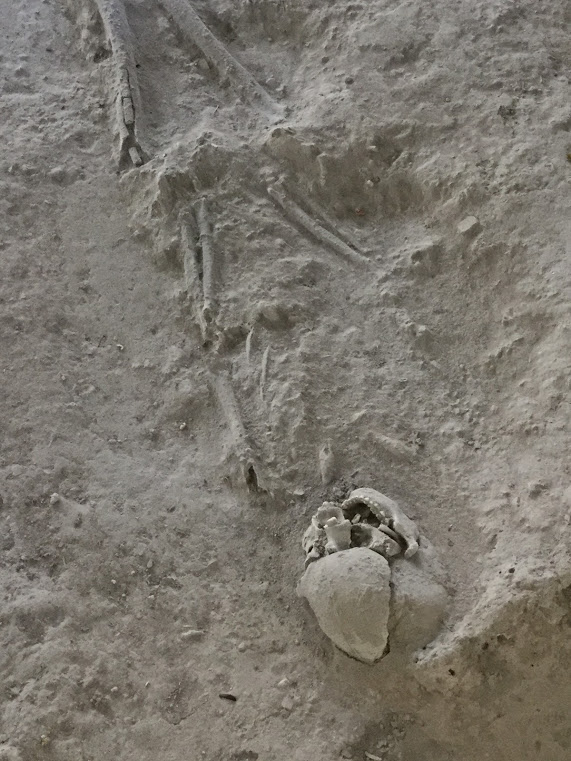
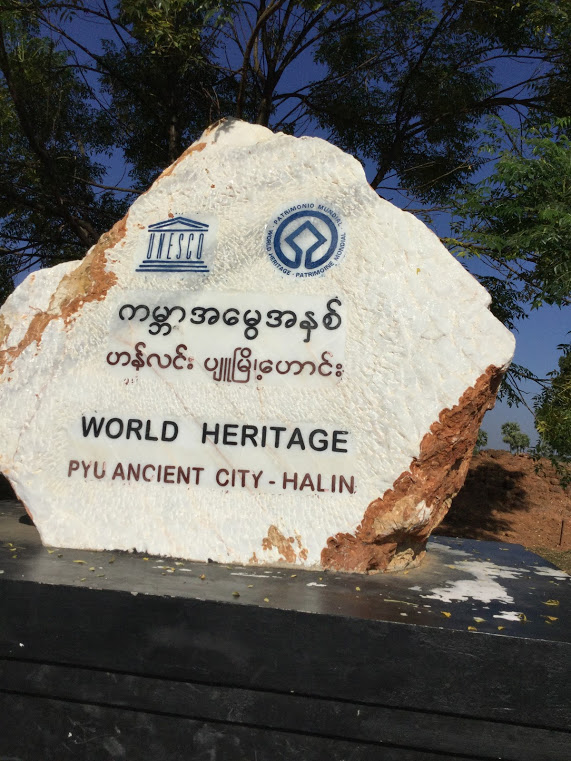
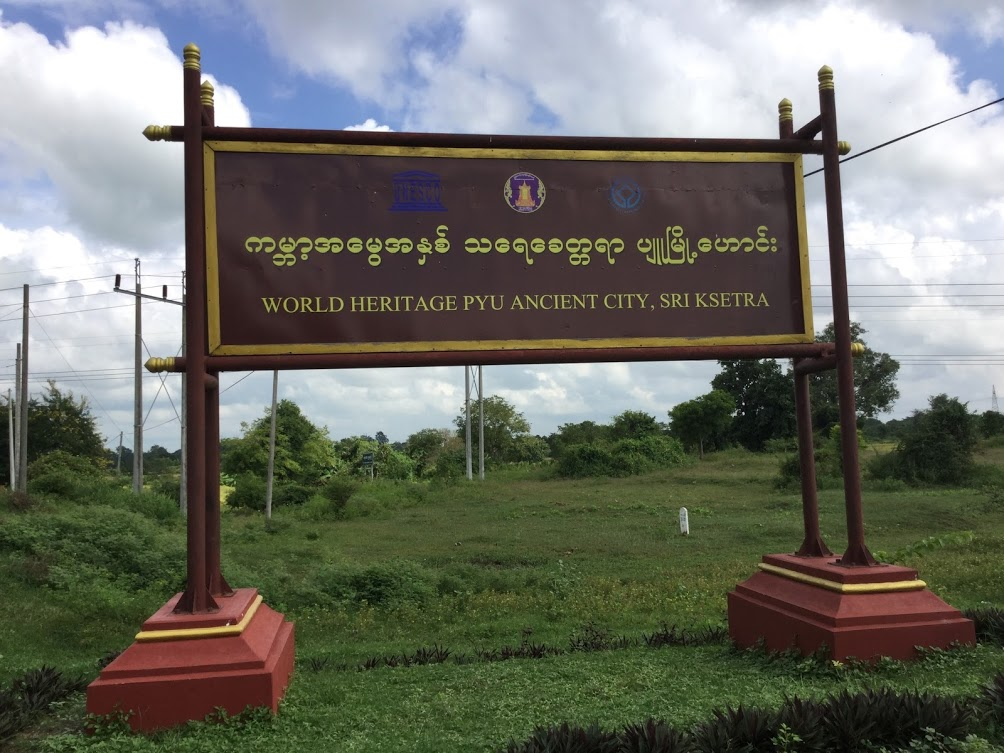
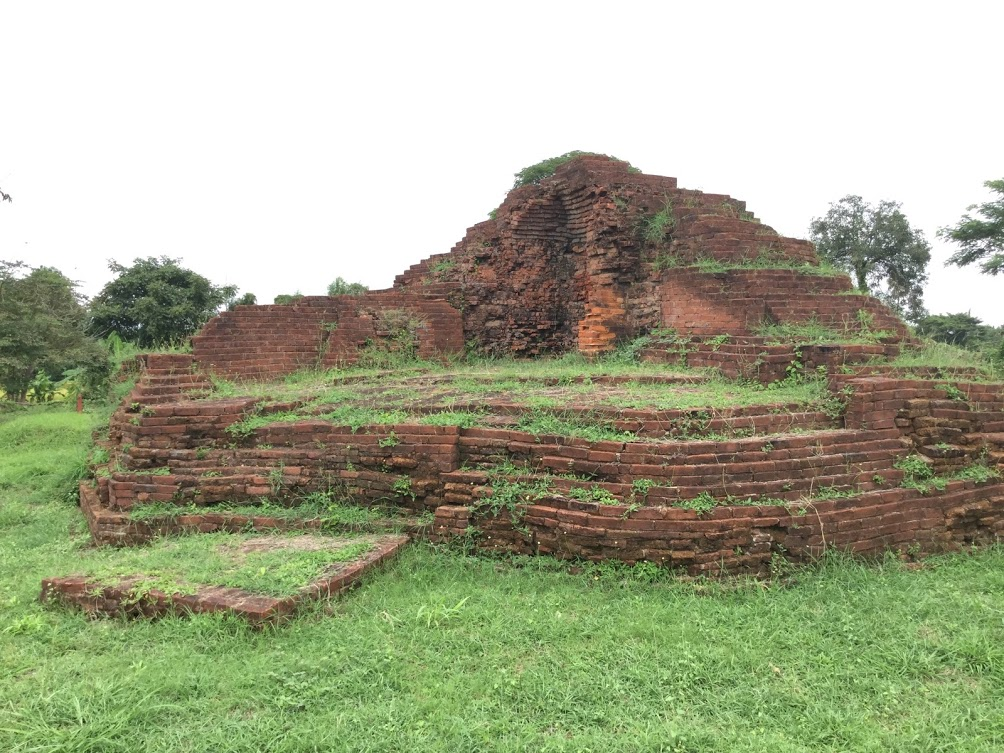
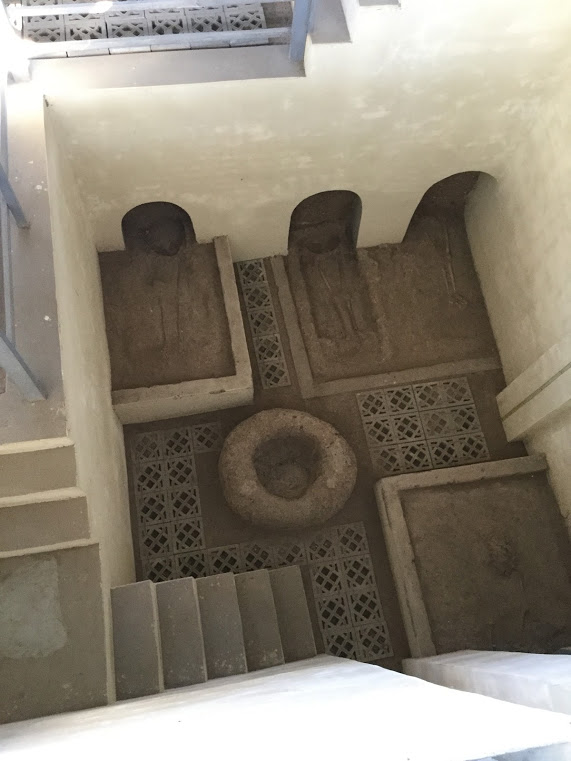
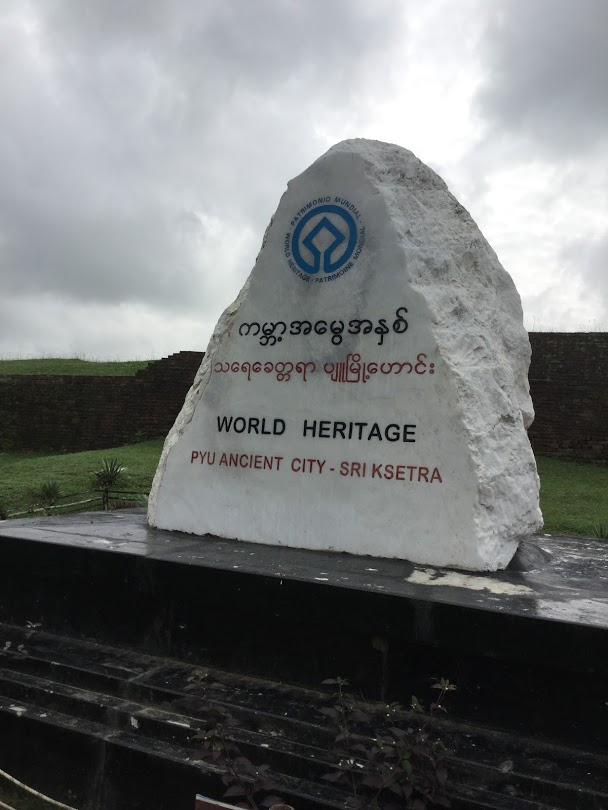